# Áine

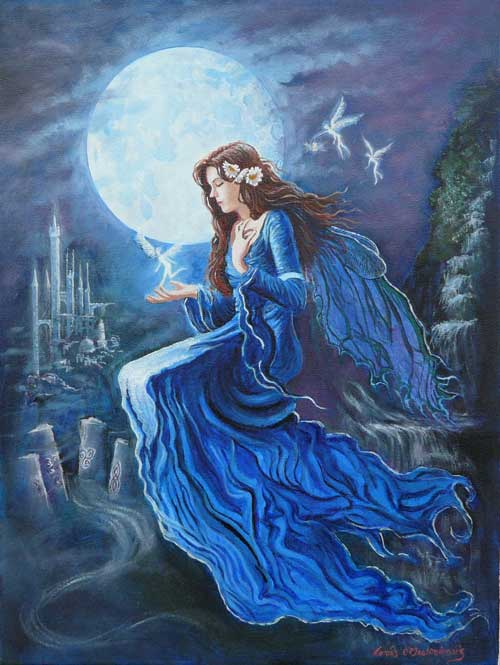
Moderní vyobrazení Áine

Áine je irská keltská bohyně, kterou patrně Keltové po svém příchodu do Irska převzali od místních obyvatel. Zřejmě byla původně velkou mateřskou bohyní a/nebo bohyní slunce. Křesťanská tradice tuto bohyni degradovala na jednu z místních vílích královen. Přesto je uctívání Áine coby nositelky plodnosti a potravy doloženo až do 19. století, kdy se na její počest ještě stále konaly průvody s pochodněmi, které měly zajistit polím úrodu. Během Velkého irského hladomoru se říkalo, že Áine byla viděna na vrcholu kopce, kde nabízela jídlo hladovějícím. O oblíbenosti této bohyně svědčí, že dívčí jméno Áine patří v Irsku dodnes k často používaným.

## Místa spojená s uctíváním Áine
Kolem roku 500 př. n. l. bylo Áine zasvěceno několik míst v provinciích Munster a Connacht a její uctívání bylo rozšířeno i na západě Skotska.
Některá z míst, která dodnes nesou jméno této bohyně:
- Cnoc Áine („Áinin kopec“) v hrabství Limerick v Munsteru
- Tobar Áine v hrabství Tyrone v Ulsteru
- Dun Áine (Dunany) v hrabství Louth v Leinsteru
- Lios Áine/Cnoc Áine v hrabství Londonderry v Ulsteru
- Cnoc Áine u Teelin v hrabství Donegal v Ulsteru

Áinino jméno nesou i některé kamenné monumenty a studánky. Poblíž Dun Áine se nachází velký kámen, nazývaný Cathair Áine, který k sobě podle pověstí přitahuje zdivočelé psy, kteří se pak vrhají do moře, kam je táhne Áinino volání. Kdo se na tento kámen posadí, ten prý může ztratit rozum, a pokud se na něj posadí dokonce třikrát, bude tato ztráta nezvratná. Pokud se ale ten, kdo se na kámen posadí, Áine zalíbí, nejen že neztratí rozum, ale dokonce od ní bude obdarován básnickým a hudebním nadáním.

## Dny zasvěcené Áine
Áine jsou zasvěceny první pátek, sobota a neděle po Lugnasadu. V tyto dny se konaly průvody s pochodněmi na vrcholek jednoho z Áininých kopců, kde potom lidé tančili v kruhu kolem tamních mohyl v protisměru hodinových ručiček, a když potom sestoupili z kopce, rozprášili popel z pochodní na polích, aby byla lepší úroda.
V tyto dny se také nesmělo provádět pouštění žilou, protože se věřilo, že Áine je spojená s „životní jiskrou“, která během dne putuje celým tělem, a kdyby bylo člověku na Áinin den puštěno žilou, jiskra by uletěla a člověk by zemřel.

## Áine v irské mytologii
Příbuzenské vztahy
Irská mytologie zná Áine jako příslušnici místního božského národa Tuatha Dé Danann a dceru nebo manželku Manannana mac Líra, boha moře, který je také považován za jednoho z Tuathů, i když je stejně jako Áine staršího původu. Její sestrou je Grían.
Áinina přísaha
Áine učinila geise (zvláštní přísahu), že nikdy nebude spát s mužem se šedivými vlasy. Když se pak zamilovala do mladého bojovníka Fionna, její žárlivá sestra ho nalákala do začarovaného jezera, ve kterém mu zešedly vlasy. Áine z toho byla nešťastná, ale svou přísahu dodržela a nevyspala se s ním.
Ailillova smrt
Áine se měla zapříčinit o rozpoutání války, ve které zahynul král Ailill Olom i jeho sedm synů. Byla to její pomsta buď za to, že ji Ailill znásilnil, nebo za to, že zabil jejího bratra. Ve chvíli, kdy Ailill padl, se prý nad celým bojištěm rozezněl Áinin smích tak hlasitě, že přehlušil veškerou bitevní vřavu.
Leannan Sidhe
Áine se také dokázala zjevit smrtelníkům v podobě překrásné ženy, tzv. Leannan Sidhe (vílí milenky), aby je mohla svádět. Jejich intenzivní sexuální vztah ale obvykle končil smrtí Áinina vyvoleného.

## Současné uctívání Áine
Áine je velmi oblíbena mezi současnými novopohany (příslušníky keltských směrů a některých čarodějnických kultů), a to nejen v Irsku. Např. skupina keltských pohanů z Colorada jménem Tuatha Áine uctívá jako jednu ze svých kmenových bohyň a jako Áinina posvátná místa chápe místní kopce, které se podobají těm, které byly zasvěceny Áine v Irsku.

Áine je vyzdvihována zejména jako bohyně lásky a plodnosti (ekvivalent římské Venuše či řecké Afrodíté). Jako taková je vzývána jako patronka pohanských svatebních obřadů (tzv. handfasting - svazování rukou).

## Áine v populární kultuře
Bohyně Áine se objevila ve druhém díle série počítačových her Atlantis. Hráč zde má za úkol vyvolat ji na tento svět, aby zrušila kletbu, kterou seslala na tuahskou dívku Airmidu za to, že si ji básník vyvolil za svou múzu právě místo Áine.